# Cetotheriidae
Famille
Synonymes
- Neobalaenidae Miller, 1923[2] ?

Les Cetotheriidae sont une famille de baleines du sous-ordre des Mysticeti.
Ce groupe, considéré comme éteint, s'est vu rattacher en 2013 une espèce rare de baleine, la Baleine pygmée (Caperea marginata). Cependant le site « Mammal Species of the World » (MSW) l'inclut dans une autre famille : les Neobalaenidae.

## Liste desgenres
Selon BioLib (31 décembre 2016) :
- sous-famille Cetotheriinae Whitmore & Barnes, 2008 †
  - genre Cetotherium Brandt, 1843 †
  - genre Kurdalagonus Tarasenko & Lopatin, 2012 †
- sous-famille Herpetocetinae Steeman, 2007 †
  - genre Cephalotropis Cope, 1896 †
  - genre Herentalia Bisconti, 2014 †
  - genre Herpetocetus Van Beneden, 1872 †
  - genre Vampalus Tarasenko & Lopatin, 2012 †
- sous-famille Neobalaeninae Miller, 1923
  - genre Caperea Gray, 1864 -- Baleine pygmée[3]
  - genre Miocaperea Bisconti, 2012 †
- genre Brandtocetus Goldin & Startsev, 2014 †

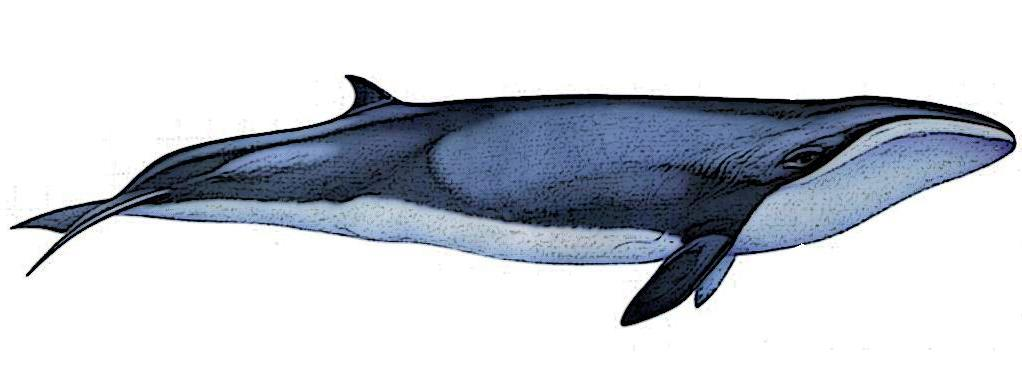
Caperea marginata
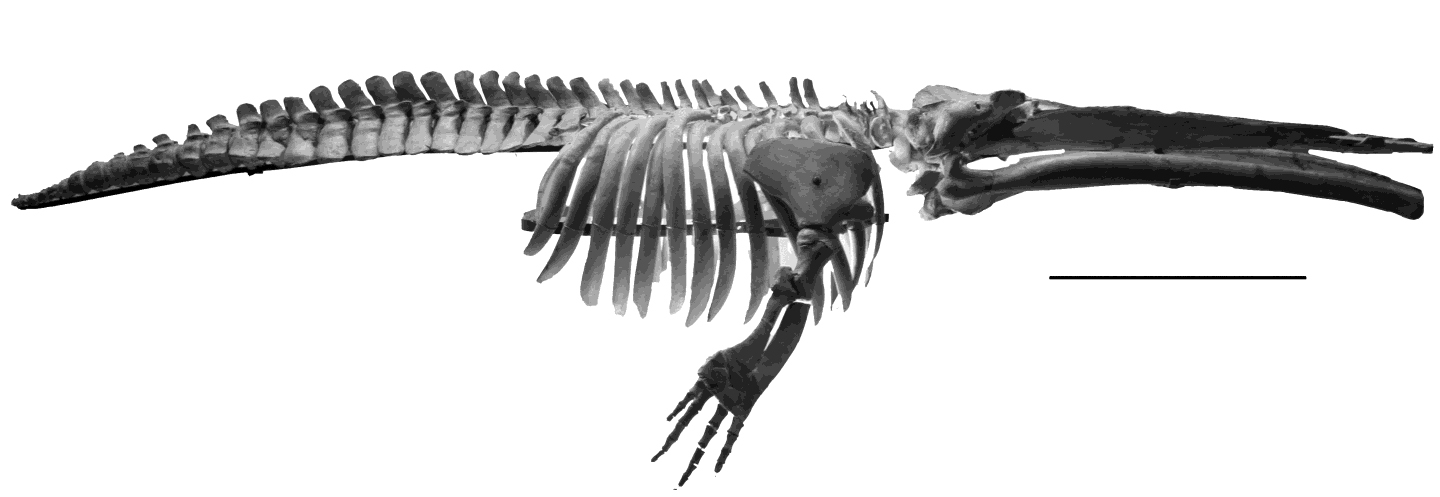
Fossile de Cetotherium sp.
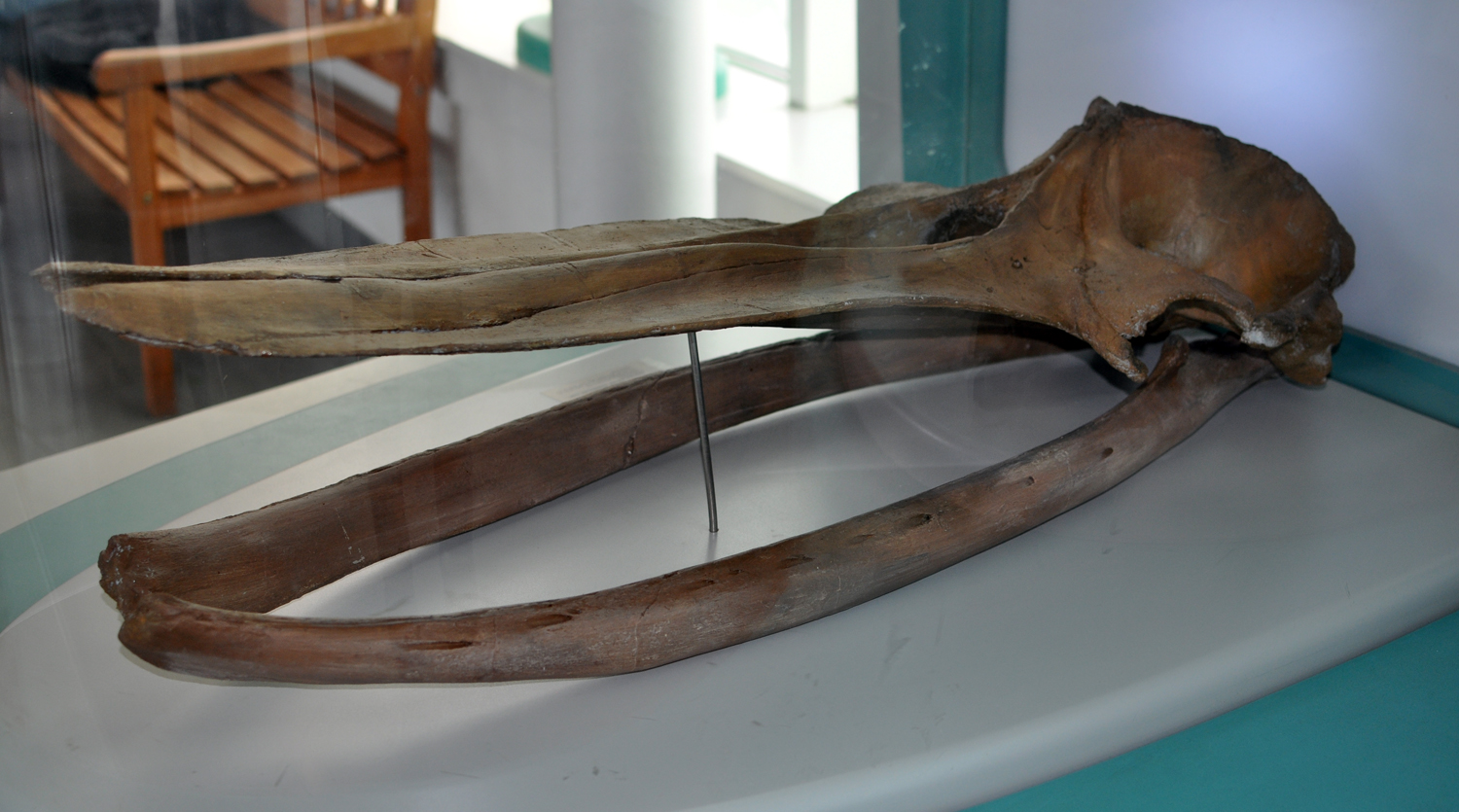
Crâne fossile de Piscobalaena nana
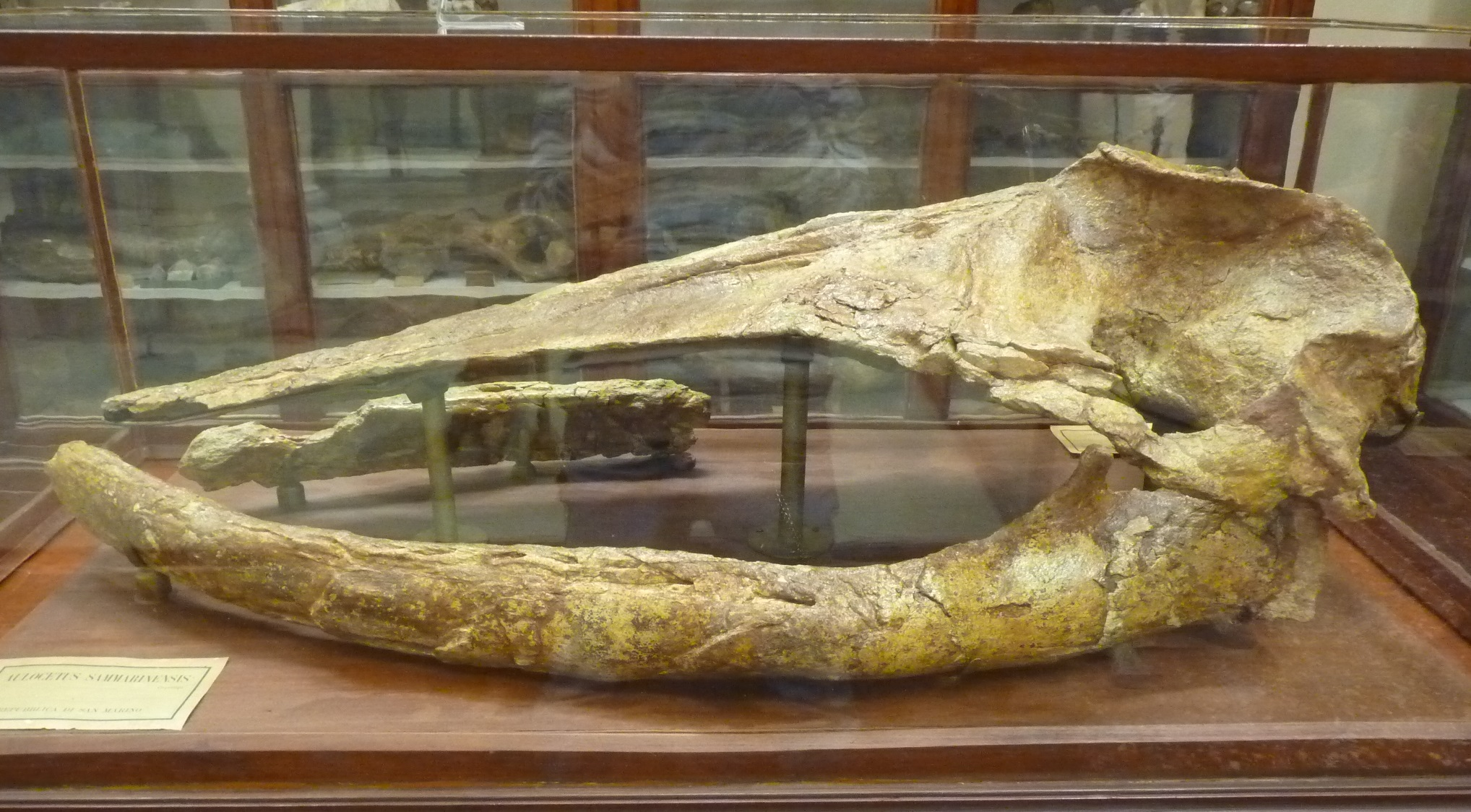
Crâne fossile de Titanocetus sammarinensis